# Sázava, Ústí nad Orlicí
Sázava là một làng thuộc huyện Ústí nad Orlicí, vùng Pardubický, Cộng hòa Séc.